# Homme au chapeau
Homme au chapeau est un tableau réalisé par le peintre espagnol Pablo Picasso en 1909-1910. Cette huile sur toile de format vertical est le portrait en buste d'un homme portant un chapeau, exécuté de façon cubiste. Depuis son achat à Heinz Berggruen en 2000, l'œuvre est conservée au musée Berggruen, à Berlin, en Allemagne.
Le couvre-chef est d'un type que l'on pense pouvoir reconnaître : le cronstadt, dont Georges Braque était amateur. C'est pourquoi Portrait de Georges Braque est un titre alternatif attesté depuis 1936 au moins, mais aussi parce que d'après des déclarations ultérieures de Picasso, si la figure n'avait originellement pas de modèle, elle a été associée après coup à son ami peintre avec le consentement de ce dernier, pour s'amuser. 